# Federazione calcistica di Tuvalu
Tuvalu National Football Association (TNFA) è l'organismo di governo del calcio a Tuvalu.
Controlla il campionato nazionale e la Nazionale del paese. La federazione è affiliata alla confederazione oceanica (OFC) ma non alla FIFA e sta lavorando per diventare un membro della FIFA dal 1987.

## Momenti importanti nella storia calcistica di Tuvalu
- 1979 – Il 28 agosto la nazionale di Tuvalu gioca la sua prima partita contro Tahiti nei Giochi del Pacifico, perdendo 18-0.
- 1979 – Il 31 agosto Tuvalu vince il suo primo incontro sconfiggendo 5-3 Tonga nei Giochi del Pacifico.
- 2003 – Tuvalu gioca un'amichevole contro le Figi, persa 9-0.
- 2003 – Tuvalu prende parte ai Giochi del Pacifico nelle Figi.
- 2006 – Tuvalu diventa ufficialmente un membro della confederazione oceanica di calcio (OFC).
- 2007 – Tuvalu disputa i Giochi del Pacifico nelle Samoa, diventando la prima squadra non affiliata alla FIFA a partecipare ad un turno di qualificazione ai mondiali.
- 2008 – La nazionale di calcio a 5 di Tuvalu partecipa all'Oceanian Futsal Championship.
- 2008 – Il primo ministro di Tuvalu Apisai Ielemia e il presidente della TNFA Tapugao Falefou visitano la sede della FIFA a Zurigo, sperando di diventare un membro FIFA.
- 2009 – Nasce l'associazione 'Dutch support Tuvalu', che ha l'intento di aiutare il paese a diventare un membro della FIFA.
- 2011 – L'olandese Foppe De Haan diventa il nuovo commissario tecnico della nazionale.
- 2011 – Tuvalu partecipa ai Giochi del Pacifico in Nuova Caledonia finendo quarte nel gruppo A con quattro punti, ottenendo il miglior risultato di sempre del paese ad una manifestazione internazionale.
- 2012 – Il 1º maggio Stevan de Geijter viene scelto come direttore tecnico della federazione.